# The Cheapest Way
The Cheapest Way è un cortometraggio muto del 1913. Il nome del regista non viene riportato. Prodotto dalla Pathé Frères e distribuito attraverso la General Film Company, il film uscì nelle sale il primo marzo 1913.

## Produzione
Il film fu prodotto dalla Pathé Frères

## Distribuzione
Distribuito dalla General Film Company, il film uscì nelle sale cinematografiche USA il 1º marzo 1913.